# 南極物語
『南極物語』（なんきょくものがたり、英: ANTARCTICA）は、1983年の日本映画。高倉健主演・蔵原惟繕監督。フジテレビジョン制作。南極観測隊の苦難とそり犬たちの悲劇を描いている。

## 概要
南極大陸に残された兄弟犬タロとジロと越冬隊員が1年後に再会する実話を元に創作を交え、北極ロケを中心に少人数での南極ロケも実施し、撮影期間3年余をかけ描いた大作映画である。
1971年の『暁の挑戦』以来、フジテレビが久しぶりに企画製作、学習研究社が半分の製作費を出資して共同製作し、日本ヘラルド映画と東宝が配給。フジサンケイグループの大々的な宣伝に加え、少年、青年、成人、家庭向けの計4部門の文部省特選作品となり、映画館のない地域でもPTAや教育委員会がホール上映を行い、当時の日本映画の興行成績新記録となる空前の大ヒット作品となった。1980年代に何度もテレビ放送され、21世紀に入りデジタル・リマスターでの放映の他にも、ケーブルテレビで多く放送されている。
本作の成功の勢いはその後の『ビルマの竪琴』や『子猫物語』などが続き、1980年代以降に続くフジテレビ製作映画の起点ともなった作品である。

## ストーリー
1957年（昭和32年）文部省の南極観測隊第1次越冬隊が、海上保安庁の運航する南極観測船「宗谷」に乗り南極大陸へ赴いた。1年以上にわたる南極生活の中で、隊員たちは様々なトラブルや経験に出くわす。
1958年（昭和33年）2月を迎え、第2次越冬隊と引継ぎ交代するため再び「宗谷」で南極大陸へ赴いたが、「宗谷」側は長期にわたる悪天候のために南極への上陸・越冬断念を決定する。その撤退の過程で、第1次越冬隊の樺太犬15頭を、無人の昭和基地に置き去りにせざるを得なくなった。極寒の地に餌もなく残された15頭の犬の運命、犬係だった2人の越冬隊員の苦悩、そして1年後に再開された第3次南極観測隊に再び志願してやってきた隊員の両者が、南極で兄弟犬タロとジロに再会する。

## キャスト

### 人間
潮田暁
演 - 高倉健
第1次・第3次越冬隊員。有能な地質学者。犬係を務める。南極滞在時にボツンヌーテン（英語: Botnnuten）への旅に出るが、その復路に犬や越智らとともに遭難しそうになる。犬たちを非常に大切に思っており、犬が置き去りにされそうになったときは必死に阻止しようとした。帰国後、世間の非難とバッシングに晒されるが、一切弁明せずに耐える。北海道大学講師の職を辞し、樺太犬の供出者への謝罪の旅に出る。
越智健二郎
演 - 渡瀬恒彦
京都大学研究員で第1次・第3次越冬隊員。関西弁を話す。温厚な潮田とは対照的に、鞭や腕力を用いる激しい調教ぶりから、潮田からは「鬼の訓練士さん」と揶揄されるが、犬たちを愛する心は潮田と変わらない。南極から帰国後、南極越冬隊での事は一切口にせず以前の仕事に復帰するが、犬たちのことを忘れられずに苦悩する。
小沢大
演 - 岡田英次
第1次越冬隊長。
北沢慶子
演 - 夏目雅子
越智の婚約者。南極から帰国後に苦悩する越智を支える。
志村麻子
演 - 荻野目慶子
樺太犬リキの飼い主。当初、潮田がリキの代わりにと連れてきた犬の受け取りを拒否するが、のちに思い直し、自ら潮田の元を訪問する。
森岩剛士
演 - 日下武史
北海道大学教授。
堀込勇治
演 - 神山繁
第2次南極地域観測隊長。
岩切竜雄
演 - 山村聡
南極観測船「宗谷」船長。
徳光
演 - 江藤潤
第2次越冬隊員。犬の世話担当。
戸田
演 - 佐藤浩市
第2次越冬隊員。犬の世話担当。
喫茶店のマスター
演 - 岸田森
越智の通う喫茶店のマスター。「南極」が禁句のようになっている越智に、潮田が犬たちの飼い主への謝罪の旅をしている雑誌記事を示する。
野々宮英
演 - 大林丈史
第2次越冬隊長。
尾崎勇造
演 - 金井進二
第1次越冬隊医師。潮田たちとともにボツンヌーテンの旅に同行する。
昭和号パイロット
演 - 佐藤正文
「宗谷」搭載の軽飛行機DH-2のパイロット。
長谷川
演 - 中丸新将
第2次越冬隊員。第1次隊員の撤収後も通信・機械担当として基地に残るが、最終的に母子の犬を連れて撤収する。
武井
演 - 坂田祥一郎
第2次越冬隊員。第1次隊員の撤収後も通信・機械担当として基地に残るが、最終的に母子の犬を連れて撤収する。
梶原博
演 - 志賀圭二郎
第2次越冬隊員。
南極観測船「宗谷」航海長
演 - 寺島達夫
鶴田功
演 - 長谷川初範
第1次越冬隊員。
池内
演 - 内山森彦
南極観測船「宗谷」通信士
演 - 川口啓史
志村真紀
演 - 市丸和代
麻子の妹。リキを置き去りにしたことについて潮田を激しく責める。
カトリーヌ
演 - スーザン・ネピア
外国人記者。犬たちを置き去りにした潮田を難詰する。
「バートン・アイランド号」艦長
演 - チャールズ・アダムス
「宗谷」を救援するアメリカの砕氷艦艦長。
稚内市長
浜森辰雄
公開時の稚内市長だったが、史実では、（本作上の）1958年時点では北海道議会議員で、翌1959年に初当選している。本人の特別出演。
野口
演 - 大谷進
江藤
演 - 前島良行
第2次南極越冬隊員
演 - 佐山泰三
第2次南極越冬隊員
演 - 野口貴史
中村
演 - 大江徹
ナレーション
小池朝雄

### 犬（役名）

#### 樺太犬たち
南極観測隊のそり犬として南極へ行った樺太犬たち。第1次南極観測隊では多くの活躍をする。越冬隊の撤退の過程で、シロ（雌）などを除いて無人の昭和基地に置き去りにされてしまう。
タロ
稚内に生まれ、南極の昭和基地で育った雄の樺太犬。南極観測隊に樺太犬による犬ぞりの使用が決定され、犬ぞり隊となる。ボツンヌーテン遠征の帰路、越智の提案により思わぬ活躍をする。無人の昭和基地に置き去りにされてしまう。勇敢で利口。性格はやや喧嘩っ早く、作中で二度もアンコと喧嘩をしている。
ジロ
タロの弟。タロより穏やかな性格で、鼻の周りの毛が白い。甘えん坊でひょうきんもの。タロとともにボツンヌーテン遠征の帰路に活躍をする。タロより早く鎖から脱出して基地を立ち去るが、タロが気がかりで引き返してくる。その後もタロやリキと行動をともにする。
リキ
利尻生まれ。6歳。麻子・真紀姉妹の元々の飼い犬。犬たちのリーダー。鎖から脱出した後も食料や人間の痕跡を求めて他の犬たちを統率する。タロ・ジロをシャチからかばって傷を負い、2頭に食料のアザラシの死体の場所を教えて力尽きる。なお、史実では、タロとジロの生還から9年後の1968年に昭和基地近くの解けた雪の中からリキとみられる遺体が発見されている。
アンコ
利尻生まれ。3歳。小柄な人気者。南極に取り残された後、鎖から最初に脱出した。流氷に乗って孤立し、大陸方面に流されてしまうが、風連のクマと何故か合流したことで生き延び、大陸に戻って来た。鎖ごと引きちぎって脱出したことが仇となり、アザラシに海中に引きずり込まれて死亡する。置き去りにされる直前に一度首輪抜けしており、このことがアンコ自身と鎖から抜け出せなかった7頭の死の遠因となる。
シロ（雄）
利尻生まれ。3歳。鎖から脱出した8頭のうちの1頭。頭がよくみなに愛される。アンコと仲がよい。氷原で崖から滑落して他の犬たちとはぐれてしまい、ボツンヌーテン遠征で人間と過ごした思い出のあるクジラの死骸の中で静かに息絶える。
ジャック
利尻生まれ。4歳。いつもマイペース。鎖から脱出した1頭。氷の軋る音に怯えるなど臆病な性格。オーロラを見て狂乱、いずこへともなく走り去りそのまま行方不明となる。のちに遺体が発見された。
デリー
旭川生まれ。狼のように短気6歳。最後に鎖から脱出したものの、クラック（海氷の裂け目）周辺で食料を探している途中、海に落ちて死亡する。鎖から脱出した8頭の中で最初に命を落とした。
風連のクマ
風連生まれ。5歳。鎖から脱出した1頭。タロ・ジロ兄弟の父に当たる犬。喧嘩好き。リキに次いで経験が豊富で、食料の探し方をよく知っている。一匹狼的性格で、脱出した他の犬と群れずひとり大陸にとどまるが、はぐれたアンコを連れてタロ・ジロと合流し、また大陸へと消える。作中ではタロ・ジロを除く13頭のうち最後まで生存していた犬だが、死は直接描写されていない。
ゴロ
稚内生まれ。6歳。体が大きく、“無駄飯食い”と呼ばれるほどの大食漢。ボツンヌーテン遠征の途中で脱走してしまうが、越智の説得により戻ってくる。鎖から抜け出せずにそのまま死亡する。のちに、昭和基地に戻ってきた越智がゴロの遺体を見て「腹減って」と呟くシーンがあるが、凍死か餓死かは定かではない。
ペス
鎖に繋がれたまま死亡する。
モク
鎖に繋がれたまま死亡する。
アカ
攻撃的な性格。鎖に繋がれたまま死亡する。
クロ
鎖に繋がれたまま死亡する。
ポチ
鎖に繋がれたまま死亡する。
紋別のクマ
鎖に繋がれたまま死亡する。
シロ（雌）
昭和基地でジロと結婚し、仔犬を産む。仔犬とともに昭和基地から連れ出される。

#### その他の犬
ピーちゃん
京都の祇園祭で越智と隣り合わせた婦人が抱いていた犬。南極に残した犬を忘れようと努めている時期の越智に親愛の情を見せた。いたたまれない気持ちになった越智はその場を去る。
リキ
潮田が麻子たちのもとに連れてきた、リキの代わりの犬。先述のリキとは別個体。

## スタッフ
- 製作：古岡滉、鹿内春雄、蔵原惟繕
- 企画：角谷優、蔵原惟二
- 製作指揮：日枝久
- チーフプロデューサー：貝山知弘、田中寿一
- プロデューサー：森島恒行、蔵原惟二
- 製作コーディネーター：村上七郎
- 監督：蔵原惟繕
- 脚本：野上龍雄、佐治乾、石堂淑朗、蔵原惟繕
- 音楽：ヴァンゲリス
- イメージソング：荻野目慶子「愛のオーロラ」「白いレクイエム」（キャニオン） [8]
- 撮影：椎塚彰
- 録音：紅谷愃一
- 現場録音：橋本泰夫
- 助監督：大林丈史、金井進二、高崎通浩
- 製作担当：北澤秋夫、植田成
- 記録：石川久美子
- 音響効果：小島良雄（東洋音響）
- 小道具：佐藤結樹
- ドッグトレーナー：宮忠臣
- 編集助手：冨田功、松本ツル子、村山勇二
- 効果助手：渡部健一（東洋音響）
- オーロラ製作班：原政男、佐藤正直、樋口一雄、萩原啓司、皆川慶助
- 獣医：橋山悟
- 極地サポート：五月女次男、沢野新一朗
- 製作デスク：杉野有充、河井真也
- 製作経理：嘉納修治、竹内恵美子
- 製作進行：山本隆康
- 宣伝 ：ヘラルドエース
- 宣伝プロデューサー：坂上直行
- 監修：村山雅美
- 監修・資料提供：西堀栄三郎、菊池徹、北村泰一
- コーディネーター：三科辰治、黒井和男、原正人
- オーロラアドバイザー：小口高
- ニュージーランド南極局長：ロバート・B・トムソン
- 協力：ニュージーランド南極スコット基地、カナダ大使館、海上保安庁、国立極地研究所、日本極地研究振興会、稚内市役所、船の科学館、朝日新聞社、京都大学、北海道大学、東映俳優センター、学習科学編集部
- 協賛：ライオン、日本クリニック、三菱自動車工業、学研グループ、ニッポン放送、産経新聞社、フジネットワーク
- プロダクション協力：にっかつスタジオセンター、東宝映像、ソニー、フジフイルム、東洋現像所
- 製作：南極物語製作委員会（フジテレビジョン、学習研究社、蔵原プロダクション）
- 配給：東宝、日本ヘラルド映画

## 製作

### 企画経緯
映画監督の蔵原惟繕と弟の蔵原惟二プロデューサーが長年温めていた企画だったが、莫大な製作費がかかることが予想され製作は進まなかった。蔵原監督は「『キタキツネ物語』が終わったころに、弟の惟二が『タロとジロの話は出来ないだろうか』と言ってきましてぼくは『面白いけど実現のリアリティはないぞ、何しろ膨大な話だからな』と答えたのが最初です」「惟二がリアリティのあること、犬の教育をした少女とか老人の方から作れると考えていたようだったが、ぼくはそれだとテレビドラマの方がいいし、映画でやるなら舞台は南極だろうと思っていた」などと述べている。惟二が資料を集めてそれを読むうち、蔵原監督は一度まともに考えてみたいと気持ちが固まり、史実に基づく膨大な資料を材料に、リアリズムを土台にした台本を作ろうと佐治乾と作業を始めた。企画の発動は1980年12月。特に蔵原監督が重要視したのは南極が撮れるという条件づくりで、ある意味キチ〇イ企画のため、制作会社に持ち込んでも南極が撮れることを立証しなければ、どこも本気で信用はしてくれないだろうと考えた。そこで惟二が村山雅美第9次越冬隊隊長に会いに行ったところ、村山がちょうど国立極地研究所を退官し、荷造りをやっているところで気持ちよく協力を約束してくれた。まだ在任中ならまわりの思惑もあり自由に動けなかった可能性もあり、これは幸運だった。村山と打ち合わせをして西堀栄三郎（小沢大のモデル）ら、第1次から3次までの南極観測隊の隊員の協力も得られた。実際に当時の犬係で、制作当時はカナダバンクーバーで鉱山開発コンサルタントをしていた菊池徹（潮田暁のモデル）と北村泰一（越智健二郎のモデル）を中心に当時の犬係の資料を集めた。これが1981年の早春。（詳細は後述）。南極に行く条件作りでは模索を続け、試行錯誤を重ねて、50回以上南極に行ったニュージーランド南極局長、ロバート・B・トムソンの協力を得られた。この段階でようやく制作会社に持ち込める企画と自信が持てるようになったという。
フジテレビでは1969年の『御用金』『人斬り』から映画製作に進出していたが、1971年の『暁の挑戦』が大赤字となってからは中断していた。しかし映画の放送権料が高騰する中で、1回か2回の放送のため数億円を投じるならば映画製作をして自社のライブラリーにした方が効率的という判断に傾く中、1979年夏に放送した蔵原監督の『キタキツネ物語』が44.4%の高視聴率を記録。『キタキツネ物語』と同様の大自然の物語を作らないかという話になり、蔵原兄弟がフジテレビに26話のテレビシリーズ『タロとジロは生きていた』を持ち込んだ。これにフジテレビ側担当の角谷優が乗り気になり、劇場映画製作を提案、映画『南極物語』の企画が始動した。制作当時の蔵原監督のインタビューでは「『栄光への5000キロ』をフジテレビのゴールデン洋画劇場で放映した際にお世話になったからフジテレビに企画を持ち込んだ」と述べている。フジテレビだけでは製作費を準備できず、当初は角谷が東映に製作への参加を仰ごうと、岡田茂東映社長を訪ねたが、「犬がウロウロするだけで客が来たら、ワシらが苦労して映画撮る必要ないやろ!!」と門前払いを喰らったという。東宝、松竹にも断られ、各テレビ局にも持ち込んだが、当時のテレビ局からは「テレビ会社は既成の優良作品は喜んで放映させてもらいますが、映画製作は致しません」と断られた。角谷はフジテレビのトップにも呼ばれ説明したが「映画会社がダメだと言っているものをテレビ局がやってどうするんだ！ リスクが大きすぎるよ。お前の退職金なんか取り上げたってたいしたことないからな」と今日では有り得ない言葉で即刻却下されたという。周囲からも諦めるように言われたが、角谷は資金集めの問題点を何とかクリアしようと2ー3カ月の間、あちこちの会社を訪ね、人から「学習研究社の古岡秀人会長は物分かりのいい方だから」と紹介され、古岡を訪ね、古岡から「やりなさい」と言ってもらい、「フジテレビからまだOKをもらっていないのです」と正直に話すと「君の熱心さに賭けるよ。どれだけ製作費がかかろうと、半分出そうじゃないか」と背中を押され、プロジェクトがようやく本格的に動き出した。学研が製作費の半分を出資すると承諾したことで、フジテレビも金を出すことになり、製作が正式に決定した。但し菊池徹はフジの出資の切っ掛けについてはこれとは異なる証言をしており、菊池の弟・菊池三郎が当時日本での日米合弁会社・フジピュリナの雇われ社長をしていて、三郎の口利きでアメリカのピュリナに話を持ちかけたら、ピュリナの社長から「お話を伺いましょう」との返事をもらい、喜び勇んで蔵原監督がバンクーバーにやって来て、菊池がセントルイスのピュリナの社長に会見の予約を設定すべく電話をいれたタイミングで、この話を聞きつけたフジテレビから『アメリカが出すんだったらフジテレビが資金を出す』と言って来た」と述べている。また小学館からも当初は出資の申し入れがあり、これで20億円の目安がついたという。製作費は20億円、もしくは30億円。

### 脚本
テレビシリーズ『タロとジロは生きていた』は、実話に基づいて佐治乾が脚本を書いたドキュメンタリー・タッチのものだった。しかしこの段階では映画会社にも俳優にも興味を持たれず、そこに人間味を加えるとともにドラマ性のあるエピソードを紡いで、映画的感動を盛り上げることができるかが試行錯誤された。そこでドラマ部分を膨らませようと石堂淑朗を脚本に加え、次に蔵原監督が『青春の門』や『必殺シリーズ』で腕を見込んだ野上龍雄を加えた。犬のピュアに生きることを優先するため、人間のドラマ部分は犬を残して帰還したことにこだわる部分以外は全部切った。

### キャスティングなど
蔵原監督を含めた製作陣は、主役は高倉健以外にいないと確信していた。しかし高倉は当時東宝の『海峡』の撮影に入っており、何度会いにいっても、「いまは撮影に集中しているので」と話を聞いてもらえなかった。真冬に竜飛岬で行われた『海峡』ロケに角谷プロデューサーらが交渉のために押しかけたら、高倉は足踏みをしながら芝居に集中し、寒さを凌いでいた。角谷らも鼻水を垂らしながら撮影が終わるのを待っていると、高倉が寄ってきて「寒いでしょう。僕は『八甲田山』、『動乱』、『駅 STATION』、『海峡』と、このところ寒いロケ地ばかりなんです。次は南極に行けというんですか？」と一言いった。角谷は何も言い返せず、東京に戻った。制作発表の直前になっても主役が誰になるのか決定出来ず。高倉から蔵原監督に連絡があったのは制作発表の前日で、高倉は「返事をお待たせしましたが、よろしくお願いします」と伝え、蔵原監督も角谷も涙をポロポロと流しながら、高倉と握手をした。制作発表会見で高倉主演の発表をしたらどよめきが起こった。高倉が出演を決めた理由としては、角谷の書いた手紙に感動して出演を決めた、と角谷の上司である岡田太郎から聞いたという。元妻の江利チエミの訃報に接して比叡山延暦寺を訪れ、酒井雄哉大阿闍梨からの「我が往く道は精進にして、忍びて終わり悔いなし」との言葉に背中を押され、出演を決めたとする報道もある。高倉は、著書でこの映画を、度々回想している。渡瀬恒彦演じる越冬隊員・越智健二郎の婚約者役として、夏目雅子が出演してくれ、映画がとても華やかになった。また1シーンの登場だが、本作は岸田森の遺作である。また俳優である大林丈史が助監督もやっているのは、南極ロケにおいて（南米圏に近いため）必須のポルトガル語が堪能だったことによるものである。

### 演出
蔵原は「ぼくは、ボルネオの当時まだ首狩り族がいたジャングルのど真中で生まれた。うち以外の日本人はみんな独身者で子どもはいない。だからぼくにとっての初めての友人、他者はゴム農園で働いているマレーシアの人が拾ってきたオラウータンの子どもでした（笑）。『南極物語』のような映画を作るようになったのは、当時の幼児体験が非常に大きくぼくの自然観に影響を与えていて、そのころの自然に対する情景と恐れみたいなものが、今なおぼくの内部に生き続けているからだと思います。ボルネオでは外に出ると子豚ぐらいさらっていくでっかいワシがいるんです。だからいつもワシに気をつけろと言われて育ちました。でも恐怖に慄きながら木立に隠れてワシの姿を覗き見するスリルは忘れられません。葉っぱ小屋の物置から部落の割礼の儀式を見て慄いた記憶も鮮明に残っています（中略）雷鳴とか豪雨、スコールなんていうのはこの世のものとは思えないほど凄い形相で何日も降り続いて洪水が荒れ狂うわけで、まるで野生人のように暮らしたのです」などと述べている。

### 監修
第1次観測隊に参加した村山雅美が監修を行っている。モデルとなった隊員である菊池徹（潮田隊員のモデル）と北村泰一（越智隊員のモデル）も映画化に併せて、回想記として、菊池徹/著『犬たちの南極』（中公文庫、1983年5月）と、北村泰一/著『南極第一次越冬隊とカラフト犬』（教育社、1982年12月）を刊行している。なお、第1次越冬隊隊長の西堀栄三郎は、その著書に『南極越冬記』（岩波新書、初版1958年）があり、半世紀を越え重版されている。3者とも資料提供などで協力している。
登場する犬の性格は犬係の菊池と北村が細かく調べて記録したノートから設定した創作。
潮田暁（高倉健）のモデルとなった菊池徹は、実際には3次隊には参加しておらず、越智健二郎（渡瀬恒彦）のモデルとなった北村泰一のみが犬たちとの再会を果たしているが、劇中では、潮田暁（高倉健）と越智健二郎（渡瀬恒彦）が第3次観測隊に参加してタロ・ジロと再会している。
劇中の潮田隊員は、最後の飛行機で昭和基地に行き、そこで残された犬たちを毒殺してくることを要望して却下されるが、史実の菊池隊員は、「最後のヘリで基地に自分を連れて行って、そこで犬と一緒に自分も置き去りにしてくれ」と要望して当然却下された。
第3次観測隊にも参加しタロ・ジロと再会した北村が「南極観測隊OB会報」に寄稿した内容等によれば、実際の再会の様子は、映画のエンディングとは異なる。決して走りよってきたりせず、10分以上、互いに数メ－トルの間隔を保ち、呼びかけたりした後、タロ・ジロと判明した。なお、下記のコミカライズ版『タロとジロは生きていた』の再会シーンでは映画とは異なり、比較的史実に近い描写がなされている。
菊池は帰国して日比谷東宝での封切を観て、自分と北村泰一、西堀栄三郎（岡田英次）の役名が変えられていることに初めて気付いた。蔵原監督は何時も菊池に「出きるだけ事実に忠実に」と希望をもらしていたし、タロ・ジロを初めそり犬の名前、昭和基地などの固有名詞は全て実名で、年月日なども総て事実通りなのに隊員の名前だけが変えてある。それは肖像権関係の配慮からで、実名を出して金儲けするとお金を要求することが出来る肖像権が発生するからだろうと聞かされた。自分たちはそのようなことは、考えもしなかったことで憤慨したという。

### 撮影
毎年、南極に入れる人数は国ごとに決まっていて、誰でも行けるわけではなく、南極で撮影ができるのかどうかも分からなかった。本撮影の前に夏の間だけニュージーランドと南極を往復する観光船に蔵原監督とカメラマン2名の3人が乗船し、風景だけ先に撮影してくることになった。この撮影で海が猛烈に荒れて南極まで辿り着けず引き返した。船内で転倒した蔵原監督は、肋骨を3本も折る大けがをした。この後、ニュージーランド空軍の協力を得られ、飛行機に乗せてもらい、南極の素晴らしい映像が撮れ、製作陣のモチベーションも上がった。第一次南極ロケ（実景撮影）は1981年12月から1982年2月まで。ニュージーランドから出ている探検船でスコット基地に向ったが、ロス海で氷に包まれたため、フランスのデュモン・デュルヴィル基地に立ち寄り、ここで劇中の美しく輝く氷山群が撮影できた。蔵原監督の話では骨を折ったのは1981年11月で、そのデュモン・デュルヴィル基地からの帰りに暴風雨に遭い、10メートルぐらい投げ飛ばされて船の鉄の壁に叩きつけられ、肋骨を折った、医者に見せたらドクターストップどころか映画の製作も流れてしまうかも知れないと恐れ、戦車に体当たりするより楽だと、背中一面にテーピングしてロバート・B・トムソンの特別の配慮でアメリカ空軍の飛行機に乗り、ニュージーランドのスコット基地に入った、そこで南極の風景を撮影できたと話している。何度か挿入されるペンギンはニュージーランドで撮影。日本に帰って病院に行ったら、肋骨が二本折れ、背骨の横の突起が三本粉々になっていたが、ろくに治療もせず、北極ロケに向った。撮影中はずっと痛みがあったが、ジャングルの辛さに比べればどうってことはないと痛みに耐えたという。
菊池徹は、昭和基地設定の撮影に当たり、文部省が協力してくれるはずも無く、外国の基地だって協力はしてくれない、また自分たちで南極に昭和基地設定の設営をやるのは危険すぎると考えた。そこで菊池が、鉱山開発の仕事でカナダ極地を歩き回った土地勘が充分にあることから「カナダの北極で撮影しましょう」と蔵原監督に提案。案の定「南極の話を何で北極で?」と不思議な顔をされたが、村山雅美も北極案に賛成。南極を実際に知っている人なら当然のことで、結論にかかなりの時間を要したが、カナダの北極ロケが決まった。北緯80度線当たりの景色は南極に似ていた。カナダロケに当たり、菊池がカナダ政府や現地関係者との折衝に骨を折った。1956年に南極に旅立つ前の「忙殺」と同じくらい忙しかったという。
1981年7月 - 8月に菊池が蔵原兄弟を案内し、カナダロケハン。このロケハンでカナダ北極圏最北の定期便飛行場があり、週に1、2回、空の便も飛び、飛行場が大きく資材の搬入に便利、極地用小型機やヘリコプターの借り上げが容易、インド人が経営するロッジがあり、俳優、スタッフ、機材、食料を運びこめるなどの条件の良さから、メインロケ地を北極圏のカナダ・レゾリュートに置くことが決まった。レゾリュートは人口150人ほどの小さな町で、植村直巳や和泉雅子がベースキャンプにした場所。1981年11月クランクイン。制作発表会見の翌々日、撮影スタッフは撮影隊第1陣としてレゾリュートに向けて出発。泊まれる人数は限られており、最小限の俳優とスタッフでロケに臨んだ。昭和基地のセットは現地で製作したが、極力人数を絞っていたため、通常セットを作る美術の大道具を連れて行ってなく、そこで、撮影助手、照明助手から俳優まで、全員総出でイチから手作りした。気温は連日マイナス40度超えで、柱は芯まで鉄のように凍って釘を打ち込めず、無理して打ち込むと釘の方が曲がった。この苦闘により撮影スタッフの心が一つになった。ドラマ部分であるレゾリュートロケは1982年3月から同年6月まで。北極圏は800キロ移動しないと景色が変わらず。撮影や食糧の運搬はヘリが使用されたが、ヘリはそこまで長距離を飛べないため、氷上にガソリンをデボーしつつ移動した。撮影は当然困難を伴ったが、探険家も行かないような場所にカメラを持ち込んだという。
同じ7月に京都祇園祭シーンの撮影が行われた。越智健二郎（渡瀬恒彦）と北沢慶子（夏目雅子）のデートシーンだが、祇園祭とは別撮りと見られる。8月 - 9月、北海道稚内を含む北海道ロケ。
実際の南極観測に同行したのは樺太犬だが、制作当時には既に希少犬種となっていたため、映画では北極圏のイヌイットが飼うエスキモー犬を使った。エスキモー犬は当時、南極観測に多く用いられていた。蔵原惟二とドッグトレーナーが北極圏中を探し回り、約800頭と面接し、タロとジロに似た犬を見つけた。合計22頭の犬を調達し、一頭一頭の性格を見極め、映画に出演する15頭を厳選した。調教はカナダのイエローナイフで行われたが、演技のための調教は一切やっていないという。犬の自由な動きをカメラに収め、編集で芝居を作ろうというのが蔵原監督の方針。このため犬たちの撮影だけで120時間くらいカメラを回した。犬を自由にさせているだけでは撮れないショットもあり、犬が倒れるシーンは麻酔薬を使用。首輪抜けのシーンは、まず犬の腹を空かせておき、それから首輪をつけて、近くに餌を置いて撮影した。同じシーンで犬が布らしきも物を喰う場面もある。首輪の鎖をアザラシに咥えられてデリーが海中に引きずり込まれるシーンはスタジオのプールで撮影。水中に潜ったスタッフが鎖を引っ張った。それまで平原だったのに急に岩場＋海面になる。クラックに犬が挟まれるシーンも同様にスタジオのプールと見られる。氷のクラックに魚が飛び出してくることはないという。犬は魚の臭いをかいただけで顔をそむけるため、犬を4 - 5日絶食させ空腹状態にして、魚にバターを塗って食べさせた。犬はしばらく臭いを嗅ぎ、パクリと食いつくも、すかさず吐き出したが、咥えた瞬間の絵を使った。
氷の割れ目からタロとジロに襲いかかるシーンに出演しているシャチは、和歌山県白浜町にあるテーマパーク、アドベンチャーワールドで飼育されていたシャチの「弁慶」である。リキが小さな流氷に取り残されるが、すぐに氷原のカットに移る。
「犬は何頭死んだんだ?」とよく周囲から聞かれたが、角谷プロデューサーは「もちろん一頭も死んでいません。人命や犬命を損なうことも、大きな事故もなかった、それが本当に何よりでした」と話している。犬の死体はエスキモー部落で集めて来た物に化粧して似せた。
昭和基地のセットがあるロケ現場とロッジは4 - 5キロメートルしか離れていなかったが、ブリザードが吹くと地形がまったく変わる。磁極に近いので方位磁石も使えない。高倉はセットでの撮影を終え、一足早く宿泊先のロッジに向かったが、その途中で強烈なブリザードが吹いてきて迷子になった。スタッフがロッジに戻ると2時間も前に出た高倉が戻ってなく大騒ぎになった。ようやく発見されて高倉が救出されたときは、車のバッテリーが尽きかけ、車内は冷蔵庫のように冷え切っていた。見つかったとき、高倉は「ここで死ぬと思った」と漏らしたという。
世界初の南極ロケは約2か月。キャストの中では高倉だけ南極ロケに参加。蔵原監督が「健さんとペンギンが一緒に映った映像を撮りたい」と熱望したことがきっかけで、カナダロケの後に高倉と蔵原監督とカメラマン二人の4人だけのロケ。ロケは1982年10月。スコット基地にも犬ぞり隊がいたため、ペンギンのいるところを高倉の犬ぞりが横切るカットなどごく一部が実際に南極で俳優を含めた撮影。それ以外、南極の実景以外のシーンは全て北極の映像。近くにはクレバスが大きな口を開けていた氷原にテントを張って泊まったところ、猛烈なブリザードが発生してテントが飛ばされた。4人は寝袋の中でどうすることもできず、声を掛け合いながら4時間耐えた。高倉は北極に3カ月、南極に1カ月。犬が主役の映画で撮影も思い通りにいかず、遭難して死にかけ、映画スターというより探検家の趣き。南極ロケの約2か月間、渡瀬恒彦がタロとジロを世田谷の自宅で預かって世話をした。
半分過ぎのオーロラのシーンはフィルムのカメラでは鮮明に撮れないため、ビデオカメラでカナダ班が1カ月かけてカナダの北部で撮影した。
ラストシーンはカナダロケの最後に撮影する予定だったが、高倉が「まだ犬との交流がきちんとできていないので、このシーンはすべての撮影の最後に撮りたい」と提案。そこでラストシーンだけは、流氷がやってくる冬の北海道に撮りに行ったが、暖冬で北海道に流氷が来ず。結局、2分足らずのラストシーンを撮るためだけに、もう一度北極圏のアラスカ州ノームに行った。
撮影隊はリアルな映像を求めて各地へ飛び、南極 - 北極圏 - 京都 - 北海道稚内 - 南極 - 東京 - 北海道紋別 - 北極圏と飛行距離は約14万キロ。地球を3周半した勘定。足かけ1年5カ月の撮影。

## 音楽
蔵原監督がヴァンゲリスのファンだったことから、音楽をヴァンゲリスに依頼した。当時、ヴァンゲリスは映画『炎のランナー』のサウンドトラックでビルボードのシングル/アルバムチャートで全米No.1を獲得、第54回アカデミー賞オリジナル作曲賞を受賞した直後で、『ブレードランナー』や『ミッシング』など世界中からオファーが殺到しており、依頼の際、マネージャーから報酬として当時の日本映画を数本撮れるほどの金額を提示された。一時は断念しかけたが、本人に参加を確約してもらい、マネージャーと粘り強く交渉してヴァンゲリスの音楽担当が実現した。
後述のテレビアニメ『さすがの猿飛』でのパロディ「肉丸南極物語」では、そのためにヴァンゲリスによって新曲も作曲されている。

## 宣伝

### キャッチコピー
「どうして見捨てたのですか　なぜ犬たちを連れて帰ってくれなかったのですか」。

### プロモーション
フジサンケイグループの総力を挙げた宣伝とメディアミックスが行われた。『笑っていいとも!』にはタロとジロが出演。1983年7月17日にはテレビアニメ『さすがの猿飛』でパロディ「肉丸南極物語」、公開当日の7月23日には特別番組『南極物語スペシャル』を放送、制作秘話やエピソードを織り交ぜながら映画を紹介し、更に渡瀬恒彦と植村直己の対談も放送、さらにバラエティ番組『オレたちひょうきん族』の「タケちゃんマン」で7月30日に「タケちゃんマンの南極物語の巻」が放送。この他にもフジテレビとニッポン放送で連日大々的なキャンペーンが行われた。
映画公開自体をイベント化して大ヒットをもたらした大々的な宣伝は、当時の角川映画の方法論を踏襲してそのお株を奪うものであったが、一方で電波の私物化であるとの批判も起こった。
全国キャンペーンには、タロとジロを演じた犬と、犬の飼い主役で3シーンのみ出演の荻野目慶子がキャンペーンガールとなって全国をまわった。荻野目はイメージソング「愛のオーロラ」も歌い、フジサンケイグループのキャニオンレコードから発売された。その他のメディアミックスについては、学研の『学習・科学』全誌で大々的に取り上げられ、学研とサンケイ出版から関連書籍が出された他、ポニーキャニオンからは当時の8ビットパソコン向けにゲームが発売された。

## 作品の評価

### 興行成績
東宝では秋に公開を予定していた弱小作品を翌年にぶっ飛ばしロングランを実施。日本国内では1200万人を動員して61億円の配給収入を挙げた。1980年公開の黒澤明監督の『影武者』の記録を塗り替えて当時の日本映画の歴代映画興行成績（配給収入）1位を記録し、この記録は1997年公開の宮崎駿監督のアニメ映画『もののけ姫』まで、あるいは実写映画としては2003年公開の『踊る大捜査線2』に抜かれるまで破られなかった。フジサンケイグループを中心に当時としては記録的な240万枚の前売り券が販売。共同製作の学習研究社と協力して全国の家庭も対象に前売券を販売した。

### 批評家評
南極で犬と言えば、当時の映画評論家にとっては『遊星からの物体X』のインパクトが強く、それに絡ませる論調が多かった。江森盛夫は「40億円にも届くかという大ヒットには御同慶の至り。ヘラルド映画の屋台骨もこれで一安心か。高倉健や荻野目慶子ら、人間どもがうさんくさい苦悩をする、もっとツマらぬものかと想像したが、蔵原監督は犬の物語にのみ絞り込み、意外だった」などと評している。
『シティロード』は「不謹慎と知りつつ思い出すのは『遊星からの物体X』のファーストシーン。ヘリコプターに追われつつ懸命に走る一匹の犬。もしやこの映画はあの前編ではないだろうか…などということは決してない。悪意というものがカケラも存在しない。南極に残してきた15匹の犬の1年間の生と死を、想像力を駆使して練り上げた感動の物語だ。文句なしの善意の映画だ。見てきたような嘘を言い、何て言っちゃいけない（中略）ロケ撮影は迫力満点。犬に生まれなくて本当に良かった、なんて考えるとオソロシイ映画でもある」などと評している。
秋本鉄次は「所詮は犬ちくしょうだから置き去りにして来たのに奇跡の生存で感動せよと言っても人間様の傲慢というものだ。タロとジロは人間たちを待っていたのではなく、昭和基地育ちでソコに居たにすぎぬ」などと、奥平イラは「話がお涙チョダイの実話であるからして、もおズルいぐらいにカシコイ。後半に展開される犬の生き様というゆーか死に様が、この手の映画につきもののクサさで一杯なのは、どーにかならんのかね」などと、杉目小太郎は「正面同士の切り返しを何度重ねても、イマジナリーラインが合わないとてもおかしなラストシーンである。高倉、渡瀬が『タロ』『ジロ』と力んでみても犬は応えないという冷静な現実がまさか狙いじゃないよね」などと、松田政男は「犬たちの行動を人間の想像力の域内に閉じ込めるのは傲慢でないか」などと評している。

## 上映時間など

### 本編
日本の劇場公開版の上映時間、ビデオテープ（レーザーディスク・VHD、2001年にDVD）本編の収録時間は、いずれも約143分。初めてのテレビ放送で一度未公開シーンを追加し、2日に分け2時間・計4時間枠で放送された他は、編成上の都合により短縮編集版がテレビ放映されたこともある。
後年に、米国（英語吹替・112分）・オーストラリア（前同）・イタリア（イタリア語吹替・モノラル・90分）・フランス（フランス語吹替）の各国で「ANTARCTICA」のタイトルでビデオが発売された。日本版との差異の大半はシーンのカットによる時間短縮であるが、そのほかにシーンの脈絡が日本版と前後する部分（米国版）や、日本版（特別編含む）で全く使用されていない音楽（日本版ラストシーンの続きに当たるメイン・テーマのCD未収録部分約1分50秒間）を使用している部分（イタリア版）などがある。

### 特別編
公開1年後の1984年（昭和59年）10月5日・6日に、製作元のフジテレビ系列で、前・後編に分け正味約180分の「南極物語 特別編」（劇場公開版に未収録の場面を加えた現在でいう「ディレクターズ・カット版」）が放送された。なおこの特別編は、以後再放送もビデオ・DVDなどで販売もされていない。

### 予告編
2001年（平成13年）11月21日に発売されたDVD（日本版）の特典ディスクには予告編が収録されている。日本版1編（1分20秒）と米国版2編（2分30秒と3分30秒）であり、日本版は初期のもので南極物語の曲は用いられていない。米国版のほうは（米国公開が日本公開の翌年であったこともあり）南極物語の曲が使用されており、2分30秒版ではグレゴリー・ペックがナレーションをしている。
実際には、日本版にもきちんと南極物語の曲を使用、「文部省特選」である旨も表示し、後に「第二回予告篇コンクール＜邦画部門＞金賞」を受賞している完成度の高い後期版（3分20秒）の予告編（画面では「予告篇」と表示）があったが、このDVDには収録されていない。

## データ
- 日本国内劇場公開：1983年（昭和58年）7月23日
- 配給収入：約59億円（当時の日本映画最高配給収入記録、日本映画の歴代興行収入第15位）
- 観客動員数：約880万人
- テレビ放送での視聴率（ビデオリサーチ調べ）：1984年（昭和59年）10月5日（前編）：26.3%[46]、10月6日（後編）：35.3%[46]
- ビデオ売上（ポニー、1986年時点）：3万本[46]

## DVD副音声参加者（2001年）
副音声の解説者の肩書きはいずれも1983年映画公開当時のもの。
- 角谷優（企画・フジテレビ映画部長）
- 貝山知弘（チーフプロデューサー）
- 蔵原惟二（企画・プロデューサー。蔵原惟繕監督の実弟）
- 蔵原惟繕（製作・監督・脚本。副音声コメントは別録のものを適宜挿入）

## テレビ放映
- 初のテレビ放送は1984年10月5日（金曜日）と同年同月6日（土曜日）で、『南極物語 愛と感動のスペシャル』と銘打ち、前後編に分け、それぞれフジテレビ系列の21:02 - 22:52（JST）で放送（21:00 - 21:02は予告番組『今夜の南極物語』を別途放送）、解説は前後編とも『ゴールデン洋画劇場』の高島忠夫が担当した。なお、後者は『ゴールデン洋画劇場』の放送枠だが、本作（後編）は『ゴールデン洋画劇場』枠外で放送された[47]。日本テレビ系列の番組を放送していたテレビ長崎・鹿児島テレビ、日本テレビ系列・テレビ朝日系列の番組を放送していたテレビ大分は後日放送となった。鹿児島テレビは地元百貨店・山形屋一社提供の『山形屋スペシャル』として放送された。テレビ宮崎は放送当時金曜・土曜21時台はフジテレビ系番組だったため、同時ネットで放送した。ライオンが協賛していた映画だったが、当時の金曜21時台・22時台（『金曜女のドラマスペシャル』）スポンサーの関係で花王石鹸（花王）がスポンサーに入っていたほか、土曜も『ゴールデン洋画劇場』のスポンサーではなかったため、ライオンはスポンサーには入っていなかった。
- 2014年11月10日（月曜日）午前3時49分に主演の高倉健が83歳で死去した。これを受けて、同月21日にフジテレビ系列にて特別番組が編成され、本作のデジタルリマスター版と高倉健追悼特別番組として放送された。
- 越智隊員を演じた渡瀬恒彦は、劇中でタロ・ジロを演じる犬たちと信頼関係を築いてから撮影に臨むことを提案。撮影に入る数か月前から自宅で飼育して南極に赴いた。撮影終了後も2匹を引き取って飼うことにした[48]。
- 2023年5月13日、映画公開40周年を記念して、フジテレビの関東ローカル単発枠『土曜スペシャル』でデジタルリマスター版を放送、フジテレビでは3回目にして初の地域限定ローカル放送となる。なおこの日の『土曜スペシャル』は枠（通常は14:30 - 17:00）を12:00 - 17:30に大規模拡大し3部構成に編成、映画は第2部の13:00 - 16:00で放送、第1部（12:00 - 13:00）は映画誕生秘話『南極で映画を撮るんだ!超特大ヒット映画「南極物語」をつくった人たち』、第3部（16:05 - 17:30）は南極大陸ドキュメンタリー『「地球最後の秘境 南極大陸」観測隊が見た神秘の世界』をそれぞれ放送した[10]。
- 2024年11月9日、「南極物語 公開30周年記念リマスター版」としてNHK BSで放送された際、冒頭と最後に「この映画には一部配慮すべき用語が含まれていますが作品のオリジナリティーを尊重しそのままで放送しましたご了承ください」とテロップが流れた。"配慮すべき用語"がどのセリフを指すのかは分からない。

## メディアミックス

### 書籍
- 南極物語 タロ、ジロは生きていた!

野上龍雄ほか、サンケイ出版、1983年7月 - 写真・シナリオ
- 南極物語 生きていた奇跡の犬、タロとジロ

学研、1983年6月 - 映画ストーリー
- タロ・ジロは生きていた 南極物語

構成：石森章太郎、漫画：シュガー佐藤
学研まんが名作シリーズ、1983年5月

### レコード
- 南極物語 (アルバム)
- 愛のオーロラ

### ゲーム
- 南極物語（PC-8001、PC-8801、PC-6001mkII、FM-7/8、MZ-700、MSX） - フジサンケイグループのポニーキャニオンのポニカレーベルで発売、2800円、カセットテープ、昭和基地に物資を運ぶシミュレーションゲーム、1983年8月
- 学研LCD CARD GAME 南極物語（学研）

## 関連書籍
- カラフト犬物語 南極第一次越冬隊と犬たち 生きていたタロとジロ

北村泰一、教育社、1982年 - 児童文学
- タロ・ジロは生きていた ドキュメント フォト・南極

菊池徹、ジュニア・ノンフィクション：教育出版センター、1983年7月 - 児童文学
- 実録 南極物語 第一次越冬記者の回想

藤井恒男、朝日ブックレット：朝日新聞社、1983年4月 - 小冊子
- タロ・ジロは生きていた 南極越冬隊とカラフト犬の物語[注 9]

藤原一生、ジュニア・ノンフィクション：教育出版センター、1983年6月 - 児童文学
- 映画の神さまありがとう テレビ局映画開拓史

角谷優、扶桑社、2012年

## 受賞歴
- 第1回ゴールデングロス賞最優秀金賞、マネーメイキング監督賞[49]
- 第38回毎日映画コンクール日本映画ファン賞